# At Eternity's Gate
At Eternity's Gate és una pel·lícula biogràfica dramàtica sobre els últims anys del pintor Vincent van Gogh. Està dirigida per Julian Schnabel, a partir d'un guió de Schnabel, Louise Kugelberg i Jean-Claude Carrière. És protagonitzada per Willem Dafoe com a Van Gogh, Rupert Friend, Oscar Isaac, Mads Mikkelsen, Mathieu Amalric, Emmanuelle Seigner i Niels Arestrup.
Va ser seleccionada per ser projectada en la secció de competició principal del 75è Festival Internacional de Cinema de Venècia, i va ser estrenada als Estats units el 16 de novembre de 2018, per CBS Films.

## Repartiment
- Willem Dafoe: Vincent van Gogh
- Rupert Friend: Theo van Gogh
- Mads Mikkelsen: El sacerdot
- Mathieu Amalric: Dr. Paul Gachet
- Emmanuelle Seigner: La Dona de Arles/Madame Ginoux
- Oscar Isaac: Paul Gauguin
- Niels Arestrup: Madman
- Vladimir Consigny: Doctor Felix Ray
- Amira Casar: Johanna van Gogh-Bonger
- Vicente Pérez: El director
- Alexis Michalik: Artist Tambourin
- Stella Schnabel: Gaby
- Lolita Chammah: la noia de la carretera
- Didier Jarre: Guàrdia de l'Asil

## Producció
Al maig de 2017, Schnabel va anunciar que dirigiria una pel·lícula sobre el pintor Vincent van Gogh, amb Willem Dafoe seleccionat per al paper. La pel·lícula va ser escrita per Schnabel i el guionista francès Jean-Claude Carrière. Pel que fa a la història, Schnabel va dir: 
| « | Aquesta és una pel·lícula sobre la pintura i un pintor i la seva relació fins a l'infinit. És explicada per un pintor. Conté tot el que vaig sentir que eren els moments essencials en la seva vida; aquesta no és la història oficial – és la meva versió. Una que espero que els faci sentir-se propers a ell. | » |

La pel·lícula va ser rodada durant 38 dies a partir de setembre de 2017 en llocs en Arle, Boques del Roine i Auvers-sur-Oise, França, tots els llocs on Van Gogh va viure durant els seus últims anys.
Al maig de 2018, CBS Films va adquirir els drets de distribució de la pel·lícula. Es va estrenar en el 75é Festival Internacional de Cinema de Venècia el 3 de setembre de 2018. També es va projectar en el Festival de Cinema de Nova York el 12 d'octubre de 2018. La pel·lícula va ser estrenada el 16 de novembre de 2018.

## Premis i nominacions
| Any  | Premi                                       | Categoria                            | Nominat(s)                           | Resultat   |                   |
| ---- | ------------------------------------------- | ------------------------------------ | ------------------------------------ | ---------- | ----------------- |
| 2018 | Festival Internacional de Cinema de Venècia | Lleó d'Or                            | At Eternity's Gate i Julian Schnabel | nominat    | [ 7 ] [ 8 ] [ 9 ] |
| 2018 | Festival Internacional de Cinema de Venècia | Fondazione Mimmo Rotella Award       | Willem Dafoe i Julian Schnabel       | guanyadors | [ 7 ] [ 8 ] [ 9 ] |
| 2018 | Festival Internacional de Cinema de Venècia | Green Drop Award                     | Willem Dafoe i Julian Schnabel       | guanyadors | [ 7 ] [ 8 ] [ 9 ] |
| 2018 | Festival Internacional de Cinema de Venècia | Volpi Cup al millor actor            | Willem Dafoe                         | guanyador  | [ 7 ] [ 8 ] [ 9 ] |
| 2018 | Premis Satellite                            | Millor actor - Drama                 | Willem Dafoe                         | nominat    | [ 10 ]            |
| 2018 | Globus d'Or del 2019                        | Globus d'Or al millor actor dramàtic | Willem Dafoe                         | nominat    |                   |